# گشناسپ بهرام
گشناسپ بهرام (پارسی میانه: Gushnasp Vahram) یکی از فرماندهان نظامی ایرانی و مرزبان ارمنستان ساسانی بود. او پس از مژژ یکم گنونی و پیش از تن‌شاپور این مقام را بر عهده داشت.

## زندگی
از زندگی گشناسپ بهرام اطلاعات چندانی در دست نیست. به گفته رنه گروست او از ۵۵۲ تا ۵۵۴ و به گفته کیریل تومانوف از ۵۴۸ تا ۵۵۲ مرزبان ارمنستان ساسانی بود. تن‌شاپور جانشین او بود.